# Isaac Wright Jr.
«Isaac Wright Jr.» (né le 23 janvier 1962) est un avocat américain de l'État du New Jersey. Il a été candidat à la mairie de New York pour l'élection de 2021.
Après un procès de cinq semaines par un jury de 12 personnes, Wright a été reconnu coupable en 1991 pour 10 chefs d'accusation concernant la vente de cocaïne, et a été condamné à l'emprisonnement à vie aux États-Unis. 
Mais sa condamnation a été annulée en 1997 à la suite d'une action qu'il a intentée lui-même en collaboration avec son avocat, en démontrant que la police avait dissimulé les preuves, que la perquisition et la saisie de drogues étaient illégales, et que le procureur avait connaissance d'une négociation de peine avec l'un de ses coaccusés qui a été cité à témoigner à son procès. 
La série télévisée de ABC nommée For Life s'inspire de sa vie,. Le rappeur 50 Cent est un des producteurs exécutifs de la série .
En décembre 2020, Wright annonce qu'il se présentera à l'élection pour devenir maire de New York en tant que démocrate. Il a déclaré que la justice pénale et la réforme de la police seraient les pièces maîtresses de sa campagne, mais qu'il se concentrerait également sur les impôts, la déségrégation scolaire, l'itinérance et les questions de transport en commun. Peu de temps après que Wright a annoncé sa candidature, le rappeur 50 Cent a déclaré à propos de Wright dans un tweet : "Il est vraiment authentique. Nous avons besoin de gens comme lui." 